# MCHB-1
MCHB-1は、ベンゾイミダゾール由来の薬物で、鎮痛薬として研究されたが、医療用としては開発されなかった。カンナビノイドCB2受容体の強力なアゴニストであり、CB2におけるEC50は0.52nMで、CB1に対して最大30倍を超える選択性を有する（KiはCB1で110nM、CB2で3.7nM）。デザイナードラッグとしてオンラインで販売されており、2013年12月にドイツで初めて確認された。